# Wyżni Teriański Staw
Wyżni Teriański Staw (niem. Oberer Terianskosee, słow. Vyšné Terianske pleso, węg. Felső-Terianszko-tó) – jeden z trzech Teriańskich Stawów, położony na wysokości 2109 m n.p.m., w Niewcyrce (odnodze Doliny Koprowej), w słowackich Tatrach Wysokich. Był mierzony przez Alfreda Lityńskiego w latach 1910–1916, ale pomiary te są niedokładne. Pomiary pracowników TANAP-u z lat 60. XX w. wykazały, że miał on powierzchnię 0,549 ha, wymiary 190 × 55 m i głębokość ok. 4,2 m.
Jest to jeden z najwyżej położonych stawów w Tatrach (trzeci lub czwarty z kolei). Leży w karze lodowcowym, otoczony zwałowiskiem głazów z bardzo ubogą roślinnością i często bywa pokryty lodem. Nie posiada odpływu. W kilku miejscach pionowe ściany skalne opadają wprost do lustra wody. Znajduje się na obszarze ochrony ścisłej TANAP-u i nie prowadzi do niego żaden szlak turystyczny.
Wyżni Teriański Staw otoczony jest:
- od południa przez Ostrą,
- od południowego zachodu przez Krótką,
- od północnego wschodu przez Furkot i szczyt Hrubego Wierchu,

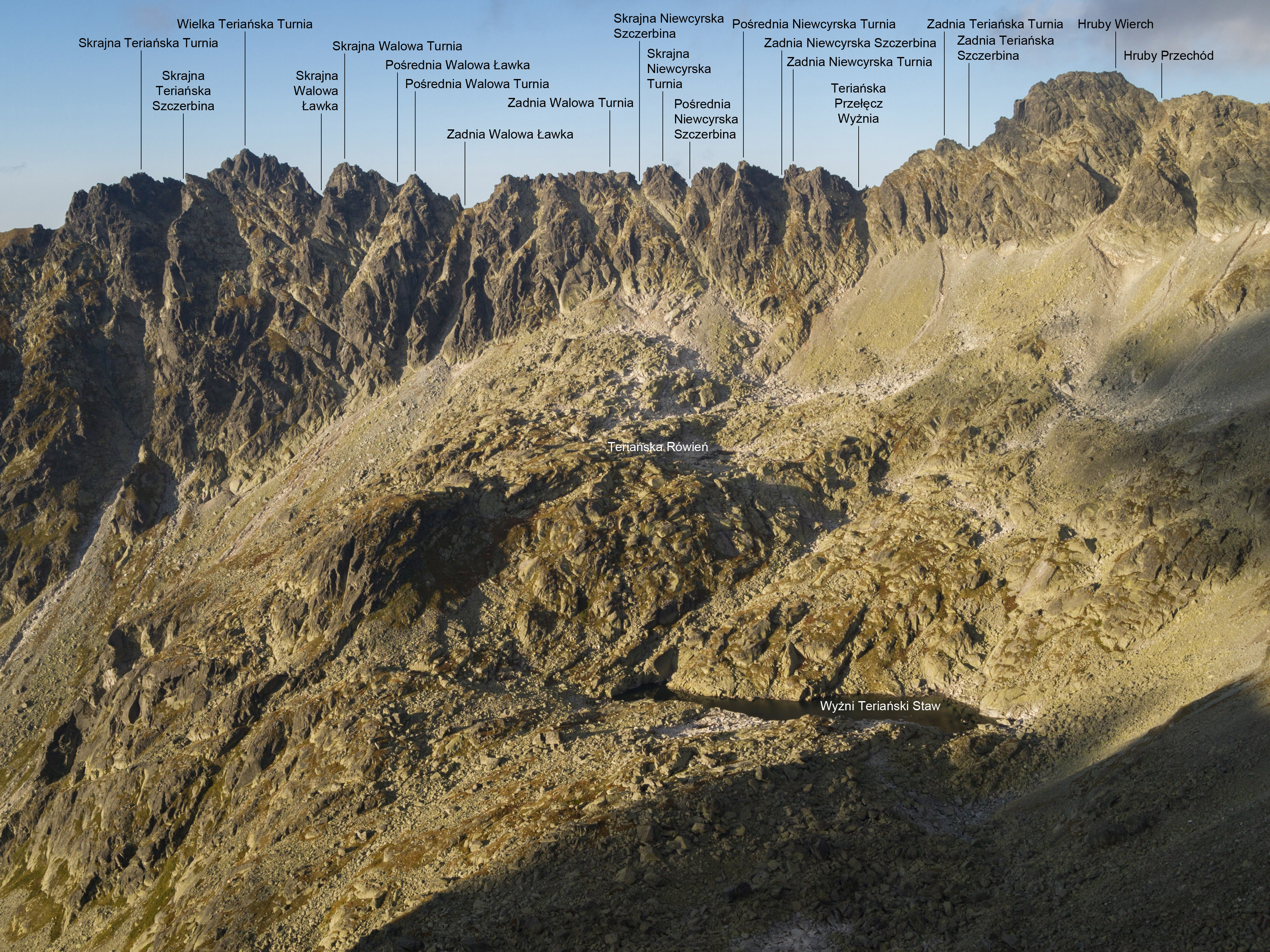

- od północy przez Grań Hrubego[4]